# オテル・ド・ヴィル駅 (パリ)
オテル・ド・ヴィル駅（オテル・ド・ヴィルえき、Hôtel de Ville）は、フランス・パリ4区にあるパリメトロの駅。
駅名の「オテル・ド・ヴィル」とは市庁舎を意味し、その名の通り、パリ市庁舎の最寄り駅である。

## 利用可能な鉄道路線
- パリメトロ
  - 1号線
  - 11号線

## 駅周辺
- パリ市庁舎
- Bazar de l'Hôtel de Ville（BHV） - ギャルリ・ラファイエットグループの大型ホームセンター
- 4区区役所

## 歴史
- 1900年7月19日、1号線ポルト・マイヨ駅 - ポルト・ド・ヴァンセンヌ駅間開通に伴い、開業。
- 1935年4月28日、11号線シャトレ駅 - ポルト・デ・リラ駅間開通に伴い、11号線の乗り入れ開始。

## その他
- パリ市庁舎の最寄り駅であることにちなみ、当駅の1号線ホームにはパリ市の紋章が飾られ、さらにホームに設置されているベンチはパリ市の旗の色である青と赤に塗装されている。

## 隣の駅
パリメトロ
■1号線
シャトレ駅 - オテル・ド・ヴィル駅 - サン＝ポール駅
■11号線
シャトレ駅 - オテル・ド・ヴィル駅 - ランビュトー駅